# Alfa Romeo Grand Prix
La Grand Prix è un'autovettura da competizione prodotta dall'ALFA (divenuta in seguito Alfa Romeo) dal 1914 ed al 1921.

## Il contesto

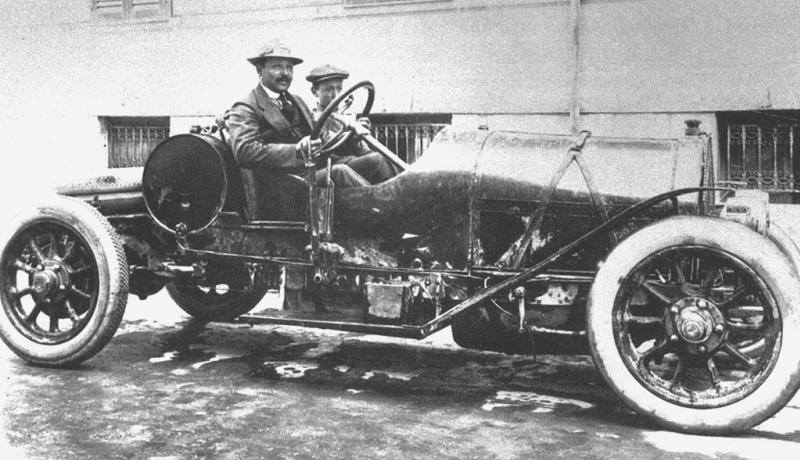
Nino Franchini, Coppa Florio Madonie, 31 Maggio 1914

I risultati ottenuti dalla 40-60 HP nelle gare sportive spinsero la casa del Biscione ad iniziare a progettare un modello espressamente per partecipare ai Gran Premi di automobilismo, che riscuotevano sempre maggior interesse da parte del pubblico rispetto alle gare di resistenza, secondo la nuova Formula Grand Prix, che stabiliva la cilindrata massima di 4,5 litri ed un peso minimo in ordine di marcia di 1100 kg. Nel 1914 nacque, grazie a Giuseppe Merosi, l'ALFA Grand Prix che derivava dalla 40-60 HP, dato che la realizzazione da zero di un nuovo modello avrebbe assorbito troppe risorse finanziarie, e che fu la prima auto progettata dalla casa del Biscione a essere destinata esclusivamente alle competizioni.

## Storia
Il modello era caratterizzato da innovazioni meccaniche notevoli. Infatti il motore della Grand Prix è un quattro cilindri in linea a corsa lunga con distribuzione a due alberi a camme in testa, quattro valvole e due candele per cilindro, camera di scoppio a tetto da 4458 cm³ di cilindrata (alesaggio x corsaː 100 x 143 mm) che erogava una potenza di 88 CV a 2.950 giri.
Quest'unità motrice fu il primo motore della casa del Biscione ad avere queste caratteristiche e fu pertanto il precursore sia del propulsore bialbero Alfa Romeo che del sistema di accensione Twin Spark, che furono applicati qualche decennio dopo sulle auto di serie. Nello specifico tale propulsore spingeva la Grand Prix a 148 km/h sul chilometro lanciato.
Nell'estate del 1914 la messa a punto della vettura era ormai completata, ma la prevista partecipazione della vettura al Gran Premio di Francia che si sarebbe disputato a Lione il 4 luglio, fu disdetta all'ultimo momento, per ragioni ufficialmente mai espresse, ma facilmente riconducibili alla delicata posizione internazionale dell'Italia dopo l'attentato di Sarajevo. La dirigenza ALFA, allo scoppio del primo conflitto mondiale, decise di sospendere il programma sportivo unitamente alla produzione automobilistica, per avviare quella bellica, ricoverando la Grand Prix al sicuro dentro una fabbrica di prodotti farmaceutici di Milano.
La costruzione di automobili ricominciò solo nel 1920, con il nuovo marchio Alfa Romeo, riproponendo i modelli d'anteguerra, senza dimenticare l'impegno sportivo, però durante la fase di riconversione industriale sarebbe stato impensabile realizzare una vettura da competizione in tempi brevi. Fu per questo motivo che il nuovo proprietario dell'azienda, Nicola Romeo, decise di affidare la Grand Prix alle cure di Merosi, per un veloce aggiornamento che consentisse la partecipazione a qualche gara, in attesa di lanciare nuovi modelli.
La versione evoluta, ora denominata Alfa Romeo Grand Prix per via del cambio di proprietà, tra il 1919 ed il 1921 partecipò a numerose gare con discreti risultati, dal Circuito del Mugello, alla Parma-Berceto e al circuito di Montichiari, condotta da Nino Franchini, Antonio Ascari e Giuseppe Campari. Quest'ultimo, al Gentlemen Grand Prix di Brescia, fu costretto al ritiro per una perdita di refrigerante dal radiatore.
Nel 1921 si provvide a rifare il basamento e la coppa in una speciale lega di alluminio, detta elektron, per ridurre il peso della vettura e migliorare il sistema di comando delle valvole. La vettura, così migliorata, veniva accreditata di 102 CV e di una velocità massima vicina ai 150 km/h e ottenne dei successi di categoria ma nel 1922, a causa dell'ossidazione delle parti in elektron, la vettura divenne inservibile e venne alienata.